# 김원창
김원창(金源昌, 1944년 9월 26일 ~ )은 대한민국의 정치인이다. 제36·37·38대 강원도 정선군수, 제1대 강원도 정선군의원을 역임했다. 본관은 삼척이며, 강원도 정선군 출생이다.

## 학력
- 정선국민학교 졸업
- 정선중학교 졸업
- 동북고등학교 졸업
- 동국대학교 경제학 학사 졸업

## 경력
- 정선청년회의소 회장
- 재단법인 정선장학회 이사장
- 민주평화통일자문회의 정선군 협의회 회장
- 강원도 정선군정 자문위원장
- 정선아리랑제 추진위원장
- 1991.04 ~ 1995.06 제1대 강원도 정선군의회 의원
- 1991.04 ~ 1993.06 제1대 강원도 정선군의회 전반기 의장
- 1993.07 ~ 1995.06 제1대 강원도 정선군의회 후반기 의장
- 1995.07 ~ 2006.06 제36·37·38대 강원도 정선군수
- 2007.02 ~ 2008.08 제32대 대한석탄공사 사장

## 수상
- 국민훈장 목련장 (사회복지)

## 역대 선거 결과
|  | 49.1% |

|  | 33.99% |

|  | 54.19% |

|  | 100.00% |

|  | 40.00% |